# Saint-Joire (Italie)
Saint-Joire (en italien, San Giorio di Susa) est une commune italienne de 979 habitants située dans la ville métropolitaine de Turin, dans la région Piémont, dans le Nord-Ouest de l'Italie.

## Administration
| Période                                  | Période  | Identité              | Étiquette                         | Qualité |
| ---------------------------------------- | -------- | --------------------- | --------------------------------- | ------- |
| 1995                                     | 1999     | Danilo Bar            | Lista Civica - San Giorio Insieme |         |
| 2004                                     | 2009     | Luigi Richard Garnero | Lista Civica                      |         |
| 2009                                     | en cours | Danilo Bar            | Lista Civica - San Giorio Insieme |         |
| Les données manquantes sont à compléter. |          |                       |                                   |         |

### Hameaux
Balma, Martinetti, Viglietti, Pognant, Grangia, Garda, Airassa, Adrit, Città.

### Communes limitrophes
Brussol, Chanoux, Bussolin, Saint-Didier, Villar-Fouchard, Couasse, Roure.

Saint-Joire
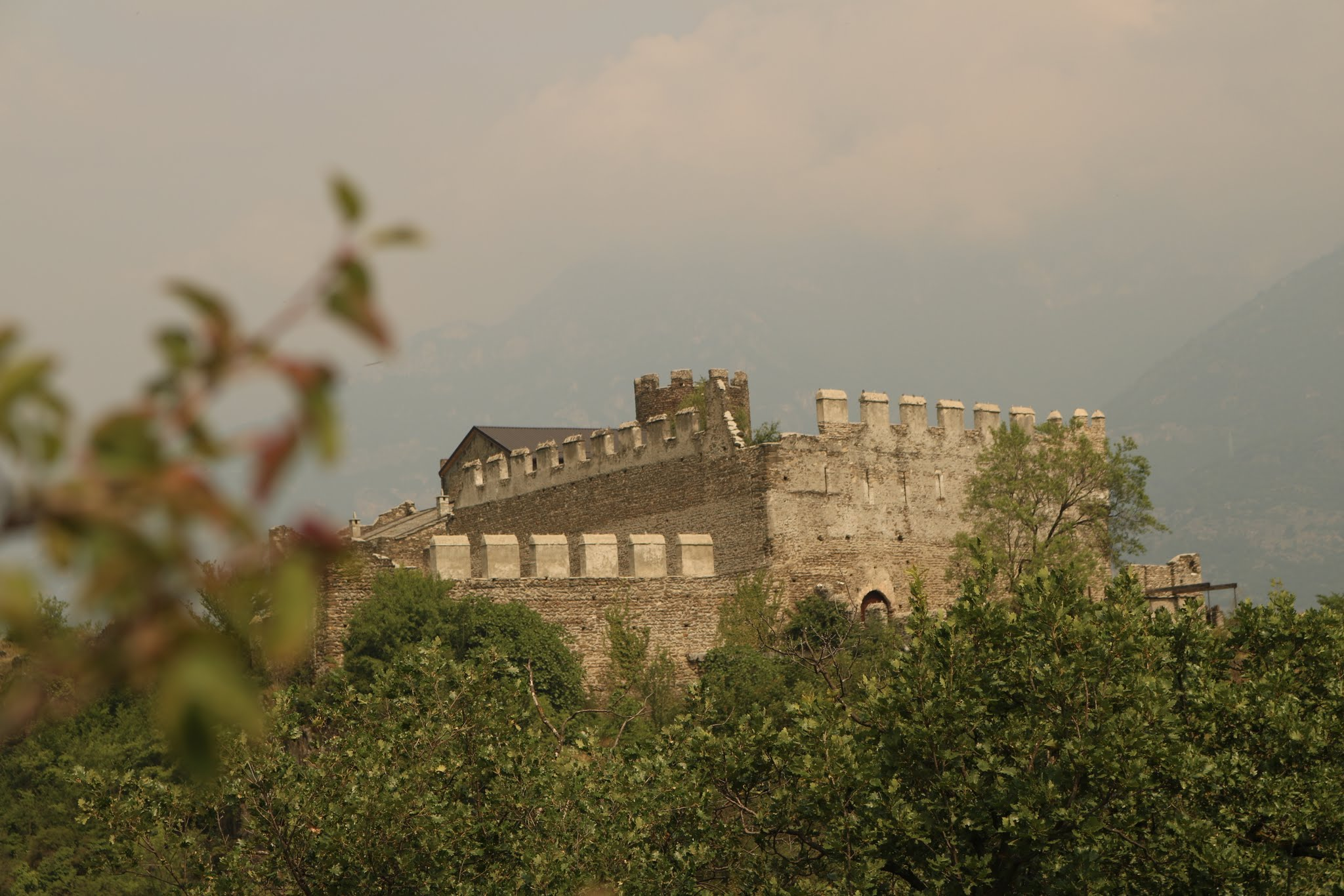
Château de Saint-Joire.
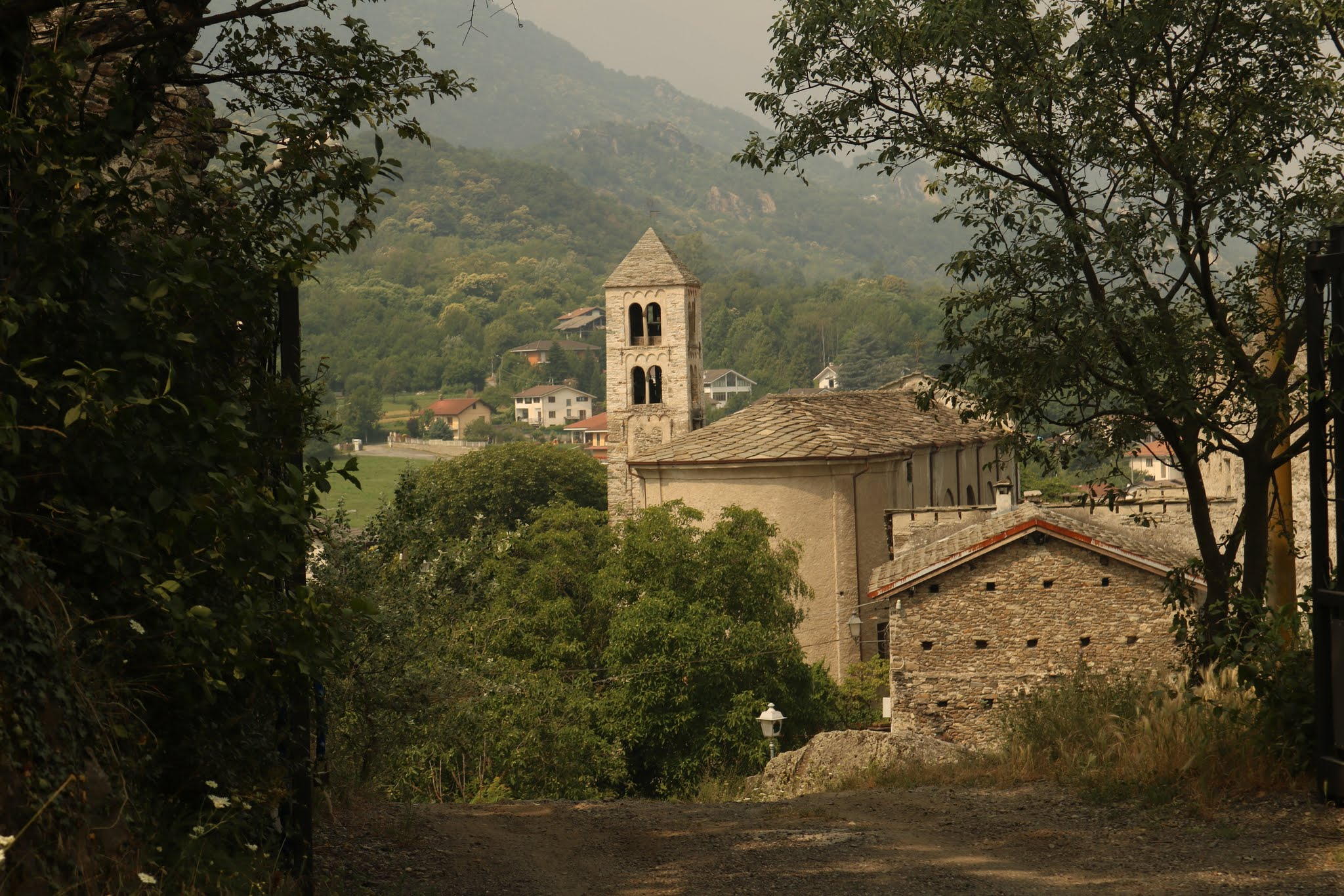
Église de Saint-Joire.